# Archeïcum
| Eon                                        | Era                | Periode        | Ouderdom Ma |
| ------------------------------------------ | ------------------ | -------------- | ----------- |
| Proterozoïcum                              | Paleoproterozoïcum | Siderium       | later       |
| Archeïcum                                  | Neoarcheïcum       | Neoarcheïcum   | 2500 - 2800 |
| Archeïcum                                  | Mesoarcheïcum      | Mesoarcheïcum  | 2800 - 3200 |
| Archeïcum                                  | Paleoarcheïcum     | Paleoarcheïcum | 3200 - 3600 |
| Archeïcum                                  | Eoarcheïcum        | Eoarcheïcum    | 3600 - 4000 |
| Hadeïcum                                   | Hadeïcum           | Hadeïcum       | vroeger     |
| Indeling van het Archeïcum volgens de ICS. |                    |                |             |

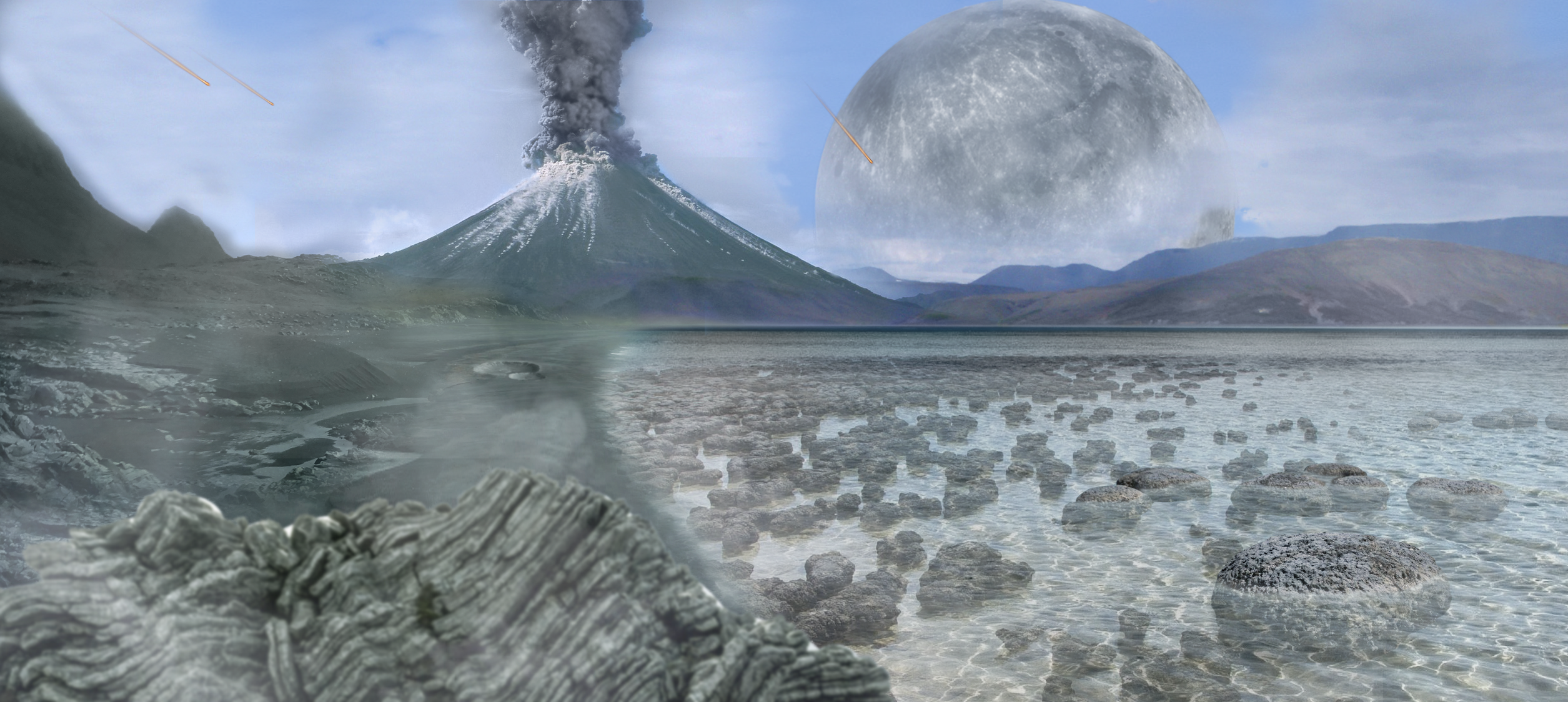
Artistieke impressie van een landschap in het Archeïcum.

Het geologisch tijdperk van het Archeïcum, ook Archaïcum of Archeozoïcum (Engels: Archean of Archaean), is een eon in de vroege geschiedenis van de Aarde dat duurde van 4 tot 2,5 miljard jaar (2,5 Ga) geleden. Het Archeïcum is het middelste van de drie eonen van het Precambrium. Het volgt op het Hadeïcum en wordt gevolgd door het Proterozoïcum. Het begin van het Archeïcum valt samen met de ouderdom van de oudste gesteenten op Aarde.
Het Archeïcum begon toen de Aarde geleidelijk een vriendelijkere omgeving werd na afloop van een intens bombardement van meteorieten. In dezelfde periode kwamen vermoedelijk de juiste omstandigheden en ingrediënten samen voor het eerste leven te ontstaan. De planeet was echter nog onherkenbaar: de atmosfeer was reducief en bevatte geen zuurstof, in het oceaanwater was veel ijzer opgelost en continenten waren nog bezig te ontstaan. Het leven diversificeerde zich tijdens het Archeïcum tot uiteenlopende groepen eenvoudige anaerobe microben. Sommige daarvan ontwikkelden de mogelijkheid door fotosynthese zuurstof te produceren. Aan het einde van het Archeïcum begon dit invloed te hebben op de atmosfeer en oceanen, wat aan het begin van het Proterozoïcum uitliep op een grote omslag. In dezelfde periode verschenen waarschijnlijk ook de eerste moderne cellen (eukaryoten).

## Onderzoek en indeling

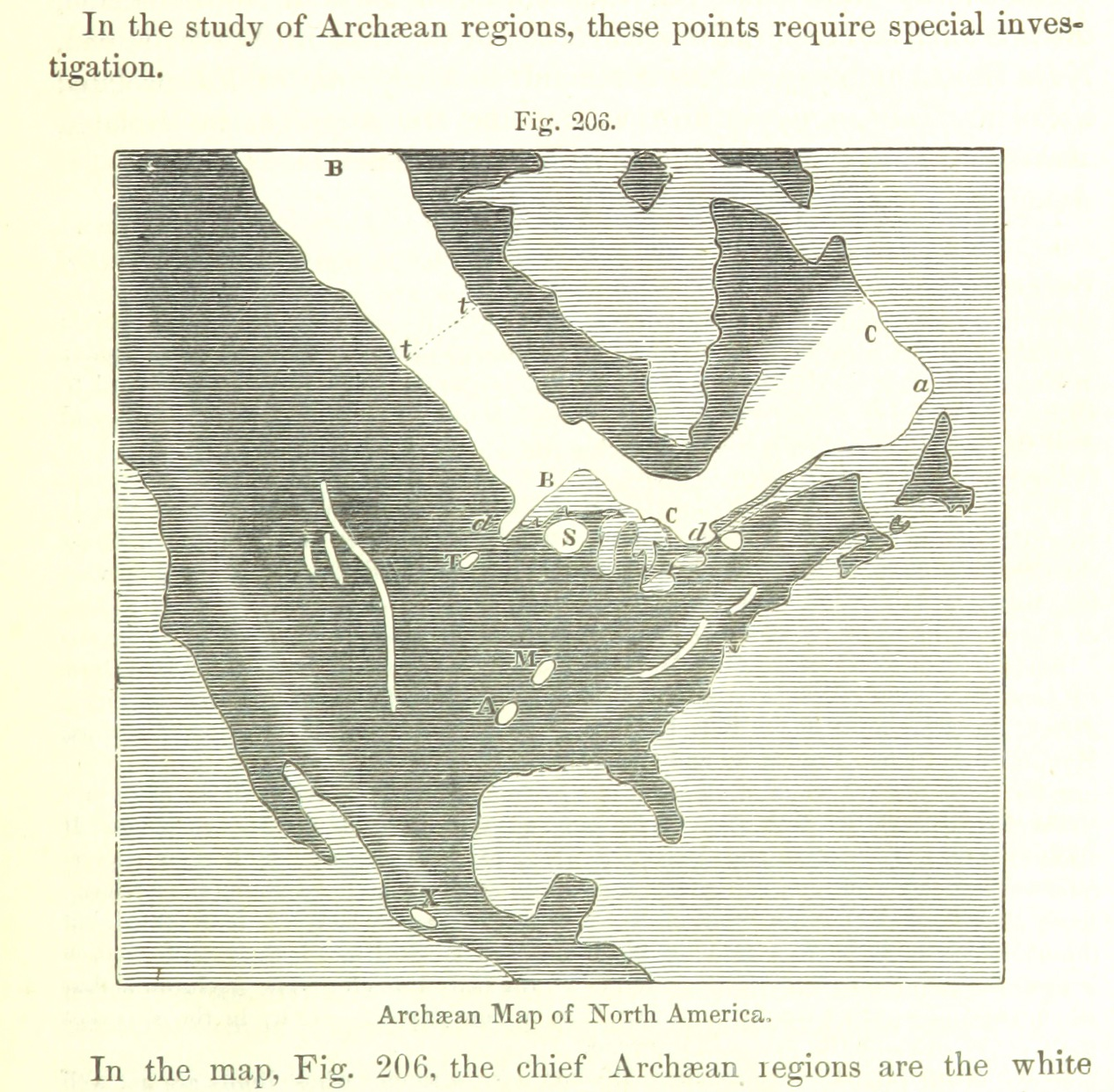
Met deze kaart van Noord-Amerika toonde James Dwight Dana aan waar gesteente uit het Archeïcum (wit gekleurd) te vinden is. Dana's definitie van het Archeïcum omvatte ook jonger gesteente, dat tegenwoordig tot het Proterozoïcum wordt gerekend. Kaartje uit Manual of Geology (1880).

Aan het einde van de 18e eeuw begonnen natuuronderzoekers gesteentelagen in te delen in systemen, series, eonen en andere tijdperken. De sporadische aard van fossielen maakte dat voor het Precambrium veel lastiger dan voor jongere lagen. De eerste die een poging waagde was William Edmond Logan, die in 1857 het Precambrium van Canada in "Laurentische" en "Huronische" gesteenten indeelde. De grens tussen de twee eenheden komt overeen met die tussen het Archeïcum en Proterozoïcum.
De namen Archeïcum en Archeozoïcum werden - in hun Engelse vormen - in 1872 voor het eerst gebruikt door de Amerikaanse geoloog James Dwight Dana. Dana bedoelde met Archeïcum alle gesteenten ouder dan het Paleozoïcum. Tot die tijd werden dergelijke gesteenten "Azoïcum" - levenloos - genoemd, maar Dana had ontdekt dat er in sommige lagen wel degelijk sporen van leven voorkwamen en wilde een onderscheid maken tussen "Azoïsche" en "Archeozoïsche" lagen. Het Proterozoïcum werd een halve eeuw later door de Amerikaanse geologische dienst als jongere eenheid ingevoegd, waardoor het Archeïcum een stuk eerder kwam te vallen. De naam werd overgenomen in andere delen van de wereld. In 1972 plaatste Preston Cloud nog een derde eon "Proterophyticum" tussen het Archeïcum en Proterozoïcum, maar dit sloeg niet aan. Sindsdien is de tijdschaal in handen van de ICS en is de plek van het Archeïcum ongeveer gelijk gebleven. In 2012 werd wel nog voorafgaand aan het Archeïcum het Hadeïcum toegevoegd - het eon van het ontstaan van de Aarde tot de ouderdom van de oudst bekende gesteenten.
Het Archeïcum wordt onderverdeeld in vier era's, van meest recent tot langst geleden:
- Neoarcheïcum (2,8 - 2,5 Ga)
- Mesoarcheïcum (3,2 - 2,8 Ga)
- Paleoarcheïcum (3,6 - 3,2 Ga)
- Eoarcheïcum (4,56 - 3,6 Ga)

Zowel het begin als het einde van het Archeïcum zijn niet gedefinieerd met een gebeurtenis, maar bij ronde getallen. Het begin ligt ongeveer bij de ouderdom van de oudst bekende gesteenten. Dit zijn de Acasta Gneiss in het noordwesten van Canada en de Isuagroensteengordel in het westen van Groenland. Uit het Hadeïcum (het eon van het ontstaan van de Aarde tot 4,0 miljard jaar) is geen gesteente overgebleven. Wel zijn er kristallen ouder dan 4,0 miljard jaar gevonden in het Australische Pilbarakraton. Het Archeïcum eindigde 2,5 miljard jaar geleden, in een tijd dat de Aarde aan grote veranderingen onderhevig was. Mogelijk zal het einde van het Archeïcum in de toekomst worden verplaatst naar een wereldwijd herkenbare gebeurtenis in het geologisch archief, maar er is meer onderzoek nodig om dat mogelijk te maken.

## Geologie van het Archeïcum

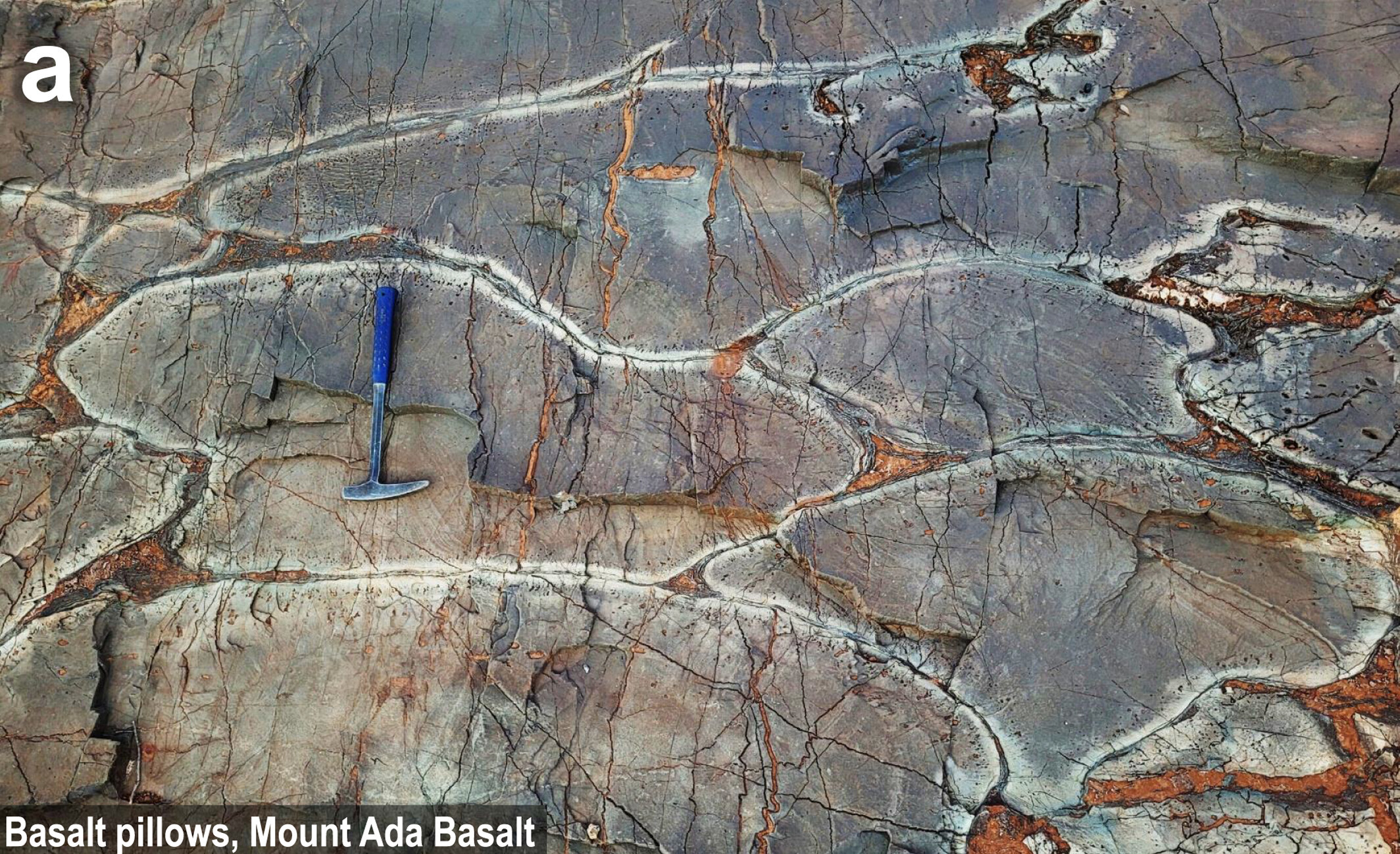
Kussenlava in de Mount Ada Basalt in het oostelijk Pilbarakraton. Deze basalteenheid is ongeveer 3460 miljoen jaar oud.

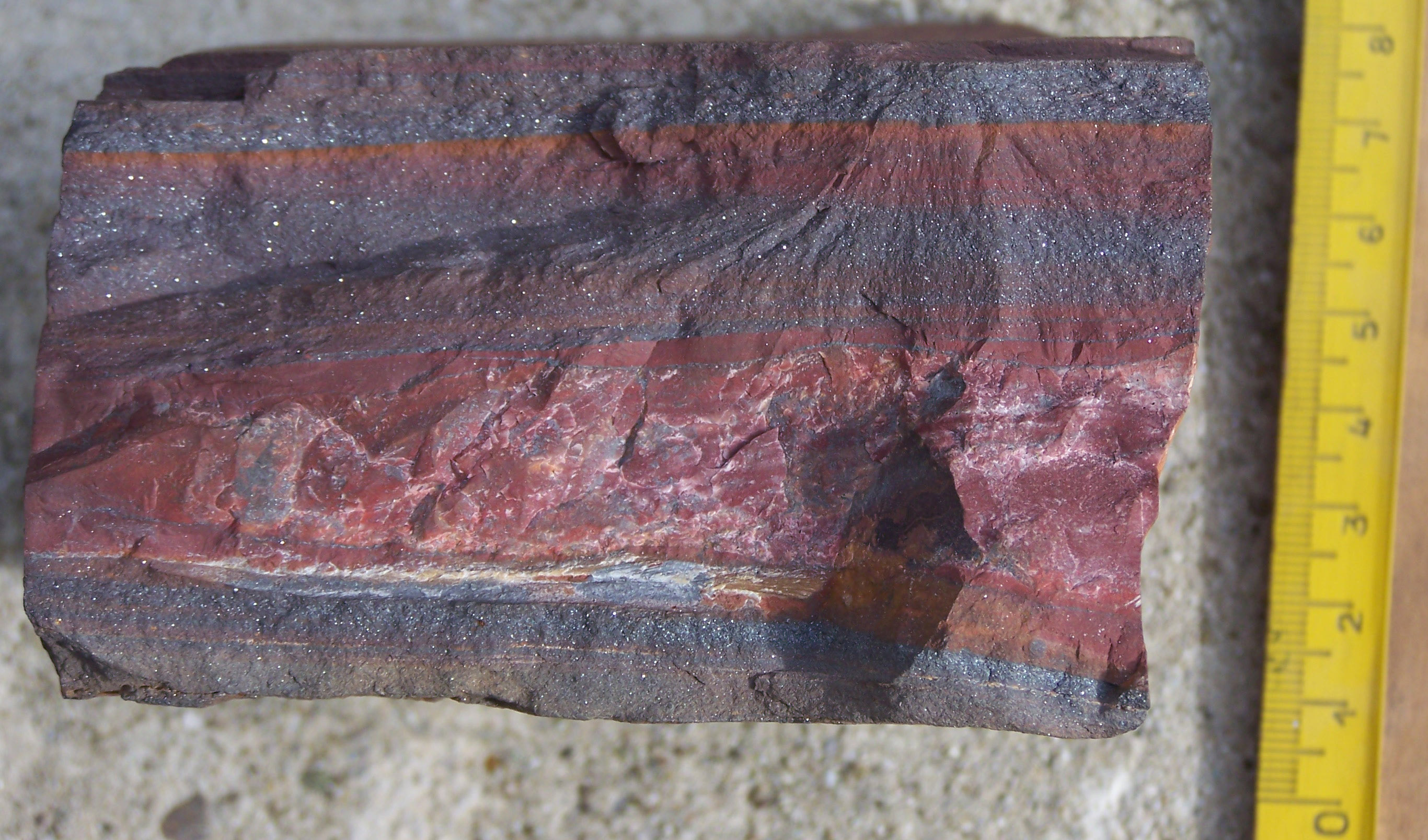
Een stuk van een banded iron formation afkomstig uit de 3,15 miljard jaar oude Moodies Group van de Barbertongroensteengordel, Zuid-Afrika.

Gesteente uit het Archeïcum is meestal sterk gemetamorfoseerd. Er wordt aangenomen dat zo'n 70% van de continentale landmassa op Aarde in het Archeïcum is ontstaan.
Bekend zijn onder andere de komatiieten van West-Groenland, met 3,8 Ga een van de oudst gedateerde ontsloten gesteenten op Aarde.

### Aangroei van continentale korst
Waarschijnlijk was er al een aardkorst voor de oudst bekende gesteenten gevormd werden. Deze korst was zeer waarschijnlijk mafisch van samenstelling. Door de hoge warmtestroom aangedreven werd deze korst snel aangemaakt en weer vernietigd.
Felsisch magma kon niet direct ontstaan door het partieel smelten van de mantel - daarvoor was de warmtestroom te hoog. De granuliet-gneisterreinen die het grootste deel van Archeïsche kratons vormen zijn echter felsisch, hoewel hun samenstelling verschilt met wat tegenwoordig gangbaar is. Tonaliet, trondhjemiet en granodioriet lijken op graniet maar bevatten meer calcium en natrium. Magma met zulke chemische samenstelling ontstaat tegenwoordig alleen op plekken waar zeer jonge oceanische korst subduceert. Dit suggereert dat in het Archeïcum de cyclus van aanmaak en subductie van oceanische korst een stuk sneller verliep, dankzij de hogere warmtestroom binnenin de Aarde.

### Inslagen van meteorieten
Het begin van het Archeïcum valt tijdens het Late Heavy Bombardment (LHB), een verondersteld stadium van regelmatige meteorietinslagen. Het LHB duurde van ongeveer 4,3 tot 3,5 miljard jaar geleden. Het bestaan ervan is afgeleid uit tellingen en de datering van inslagen op de Maan, en wordt ondersteund door computermodellen voor de evolutie van het Zonnestelsel. De meeste kraters op de Maan zijn zeer oud en tijdens het LHB ontstaan, culminerend met de inslag die het Imbriumbekken vormde, rond 3,9 miljard jaar geleden. Wegens het ontbreken van aardoppervlak van zulke hoge ouderdom bestaat er geen direct bewijs voor een fase van regelmatige inslagen op Aarde. Omdat de Aarde een veel grotere aantrekkingskracht dan de Maan heeft is het echter aannemelijk dat ze hetzelfde bombardement onderging.
Het oudste directe bewijs voor inslagen op Aarde is iets jonger dan 3,5 miljard jaar. Het zijn hooguit enkele millimeter grote bolletjes in sedimentlagen uit het Paleoarcheïcum. Deze bolletjes bestonden ooit uit "geschokte kwarts". Zulk materiaal ontstaat door het snel condenseren en neer regenen van silica na een grote meteorietinslag, waarbij de hitte silicaten doet verdampen. Bij de grootste inslagen ging het waarschijnlijk om inslagobjecten van 20 tot 50 km groot - de grootte van planetoïden. De inslagkraters van zulke objecten moeten enkele honderden kilometer groot zijn geweest. De inslagbolletjes komen op regelmatige niveaus voor in de Warrawoona Group uit het Pilbarakraton en in de Barbertongroensteengordel in Zuid-Afrika. Opmerkelijk is dat in beide kratons de inslagniveaus zich concentreren in lagen met een ouderdom tussen de 3,47 en 3,23 en 2,64 tot 2,49 miljard jaar. De sedimentlagen bestaan door alteratie niet langer uit de oorspronkelijke mineralen, maar de hoge concentratie spoorelementen uit de platinagroep (met name iridium) en isotopen van chroom geven aan dat ze buitenaards materiaal bevatten. Spoorelementen en isotopen in inslaglagen uit het vroege Archeïcum komen goed overeen met die van koolstof-chondrieten.

## Atmosfeer en klimaat
De atmosfeer van de Aarde heeft opvallende verschillen met de buurplaneten Venus en Mars. Die van de Aarde is veel rijker in stikstof (N2), zuurstof (O2) en water (H2O) en juist armer in koolstofdioxide (CO2). Aangenomen dat de drie planeten oorspronkelijk dezelfde samenstelling hadden, zijn ze in de loop der tijd verschillend ontwikkeld. In dat geval is het aannemelijk dat de aardatmosfeer in het Archeïcum nog meer op die van Venus en Mars leek (en dus rijker was in CO2 en armer in O2 en N2). Isotopenonderzoek heeft inderdaad bewijs opgeleverd dat de aardatmosfeer aan het begin van het Archeïcum voornamelijk bestond uit koolstofdioxide, koolstofmonoxide (CO), stikstof en methaan (CH4). Oorspronkelijk bevatte ze ook veel waterdamp, maar water was met het afkoelen van de planeet gecondenseerd en neergeregend op het oppervlak - waarmee de oceanen ontstonden.
De samenstelling van de atmosfeer is sindsdien met name veranderd door de toevoeging van gassen door vulkanisme, het verwijderen van gassen door verwering, de uitwisseling van gassen met de oceanen en biologische processen. Het is aannemelijk dat deze processen op andere planeten niet of niet in dezelfde mate plaatsvonden. De atmosfeer was in ieder geval tot de opkomst van de biologische productie van zuurstof (fotosynthese) veel reduciever van aard dan tegenwoordig.

### Temperatuur
Hoewel de vroege Aarde vaak is voorgesteld als een hel van vulkanen en magma-oceanen, klopt dat beeld niet. Er is veel geologisch bewijs dat de temperatuur aan het aardoppervlak tijdens het Archeïcum vergelijkbaar of slechts iets hoger was dan tegenwoordig. De aanwezigheid van kussenlava's, mariene sedimenten, en microfossielen wijzen er allemaal op dat op het aardoppervlak al tijdens het Archeïcum vloeibaar water voorkwam. Zelfs de oudst bekende sedimenten, uit de 3,9 miljard jaar oude Issuagroensteengordel, zijn in een oceaan afgezet. Glaciale afzettingen ontbreken in het Archeîcum, met uitzondering van diamictieten uit de 2,9 miljard jaar oude Pongola Supergroup. Daarop na was de Aarde tijdens het Archeïcum waarschijnlijk ijsvrij.
Een directe aanwijzing voor de temperatuur van het zeewater volgt uit zuurstofisotopenanalyse van vuursteenlagen ("cherts"). Bij de vorming is de verhouding van zuurstofisotopen in vuursteen gelijk aan die in het zeewater. Sediment uit het Archeïcum heeft lage δ18O-waarden. Dit geeft een zeewatertemperatuur tussen de 55 en 85 °C. De betrouwbaarheid van de methode is onduidelijk, omdat alteratieprocessen de isotopen in zulke oude gesteenten kunnen hebben beïnvloed. Als voor elke ouderdom de hoogste waarde voor δ18O wordt genomen, levert dit echter een redelijk geloofwaardige temperatuurcurve. De ontwikkeling van aerobe bacteria was bovendien onmogelijk geweest bij een watertemperatuur hoger dan 73°C. De meeste onderzoekers gaan er daarom vanuit dat de zeewatertemperatuur tussen het huidige gemiddelde (15°C) en 30 graden warmer lag. Er waren in de loop van het Archeïcum mogelijk verschillende uitschieters, met minima vlak onder 0°C.

### Zuurstof
De aardatmosfeer bevatte tijdens het Archeïcum vrijwel geen zuurstof. Veel van de huidige levensvormen hadden dus niet kunnen overleven. De partiële druk van dizuurstofgas (O2) in de atmosfeer was slechts een honderdduizendste van de huidige waarde (10-5 atm). Rond 2,3 miljard jaar geleden nam de hoeveelheid zuurstof relatief plotseling sterk toe. Er zijn verschillende verklaringen waarom dit gebeurde.
Voor de afwezigheid van zuurstof tijdens het Archeïcum bestaat veel bewijs. Op het land gevormde sedimenten, bijvoorbeeld uit de Kaapvaal- en Pilbarakratons (3,1 tot 2,7 miljard jaar oud) bevatten mineralen die instabiel zijn in aanwezigheid van zuurstof, zoals uraniniet, pyriet en sideriet. Daarnaast zijn paleosols ("fossiele" bodems) ouder dan 2,44 miljard jaar sterk verarmd in ijzer, terwijl dat voor jongere bodems niet geldt. De verklaring is dat onder de anoxische omstandigheden van het Archeîcum Fe2+-ionen stabiel waren. In tegenstelling tot het Fe3+-ion is Fe2+ oplosbaar in water: het raakt door uitspoeling veel makkelijker verwijderd uit een bodem. Ander bewijs komt van zwavelisotopen, die gefractioneerd raken bij de fotochemische oxidatie van zwavel onder ultraviolet licht. Een anoxische atmosfeer betekent ook dat de Aarde geen ozonlaag had, die de ultraviolette straling tegenhield. Uit deze isotopen blijkt dat tussen 2,45 en 2,0 miljard jaar geleden de zuurstofdruk in de atmosfeer toenam met een factor duizend.
De productie van zuurstofgas door fotosynthese is de enig bekende oorzaak voor de toename van de hoeveelheid zuurstofgas in de atmosfeer sinds het Archeïcum. Bij vulkanisme komen wel veel waterdamp en CO2 vrij, maar nauwelijks zuurstofgas. Zuurstof kon waarschijnlijk wel in zeer kleine hoeveelheden in de hogere atmosfeer ontstaan, bij de ontleding van waterdamp door de werking van ultraviolette straling. Deze kleine hoeveelheid zuurstof reageerde aan het aardoppervlak echter onmiddellijk met het gesteente aan het oppervlak. Met name van belang is de oxidatie van ijzer, dat werd omgezet in oplosbare Fe2+-ionen. De Archeïsche oceanen waren rijk aan deze ionen. Opgelost Fe2+ kan opnieuw met zuurstof reageren naar Fe3+, en hield de oceaan zodoende vrij van (opgelost) zuurstof. Fe3+ sloeg echter neer als ijzer(III)oxide, met name in banded iron formations (BIF's). Het van zuurstof vrijblijven van zeewater was van belang voor fotosynthetiserende blauwalgen, voor wie het gas giftig was. Met name tussen 3,1 en 2,5 miljard jaar werden veel BIF's aangemaakt, maar daarna hield het proces op, vermoedelijk omdat er onvoldoende opgeloste Fe2+-ionen in het zeewater over waren.

### Koolstofdioxide
Een vergelijking met andere planeten leert dat de huidige aardatmosfeer relatief weinig koolstofdioxide (CO2) bevat. Daarnaast is er bewijs uit Archeïsch gesteente dat er destijds meer CO2 in de lucht zat. In evaporieten uit het Pilbarakraton komt bijvoorbeeld het mineraal nahcoliet voor, dat alleen gevormd kan zijn in een atmosfeer die veel meer CO2 bevat. Ook de mineralen in paleosols ouder dan 2,2 miljard jaar wijzen op die omstandigheid. Daar komt bij dat sommige Archeïsche paleosols en kleiige afzettingen sporen van een zeer agressieve verwering bevatten, waarschijnlijk als gevolg van de grote hoeveelheid koolzuur. In het Archeïcum was neerslag en grondwater als gevolg blijkbaar aanzienlijk zuurder dan tegenwoordig.
CO2 verdwijnt uit de atmosfeer door verschillende processen. Koolstof die in het aardoppervlak vast is gelegd beweegt bij subductiezones de mantel in. Daar staat het vrijkomen van CO2 bij vulkaanuitbarstingen tegenover. Beide processen verliepen in de loop van de geologische geschiedenis met een variërende snelheid, waardoor de hoeveelheid CO2 in de atmosfeer ook veranderde. Het belangrijkste proces waarmee koolstof uit de atmosfeer verdween was echter begraving. Het begraven van koolstof gebeurt in de vorm van dode materie ("organische koolstof") en door de afzetting van carbonaten ("anorganische koolstof"). Bij beide processen raken koolstofisotopen gefractioneerd, maar op tegengestelde manier: organische koolstof is verarmd in 13C, terwijl anorganische koolstof er juist in verrijkt is. In sedimenten met een ouderdom tot 3,2 miljard jaar is koolstof met beide isotopenverhoudingen gevonden. Dit is verder bewijs dat er rond 3.2 miljard jaar geleden al blauwalgen waren die koolstof vastlegden. De organische begraving van koolstof is zo effectief dat als de geschatte totale hoeveelheid organisch vastgelegde koolstof op Aarde in CO2 werd omgezet, er een atmosfeer met een druk van 60 bar ontstaat.

### Paradox van de zwakke jonge Zon
Omdat CO2 een broeikasgas is, verklaart een hoge concentratie CO2 deels het warme klimaat tijdens het Archeïcum. De bewijzen voor een warm klimaat staan echter haaks op kennis over de natuurlijke levensloop van de Zon. Als uitgegaan wordt van de natuurlijke levensloop van sterren, zou de Zon in het Archeïcum lichtzwakker zijn geweest dan tegenwoordig. De kosmoloog Carl Sagan noemde dit de "paradox van een zwakke jonge Zon". Sterren zetten tijdens hun bestaan het lichte element waterstof om naar zwaarder helium. De groeiende dichtheid in het binnenste van de ster zorgt voor een langzaam stijgende druk, waardoor de kernfusie geleidelijk versnelt en de lichtkracht van de ster toeneemt. In het begin van het Archeïcum (rond 3,8 miljard jaar geleden) had de Zon maar ongeveer 75% van zijn huidige lichtkracht. Rond 2,5 miljard jaar geleden was dit gestegen tot 82% van de huidige lichtkracht.
Als de atmosfeer in het Archeïcum hetzelfde was als tegenwoordig, dan betekent een zwakkere jonge Zon dat het op Aarde destijds gemiddeld ongeveer 20 graden kouder was - voldoende om de oceanen te bevriezen. Het effect is nog sterker als rekening wordt gehouden met de afname van de hoeveelheid waterdamp in de atmosfeer als gevolg van de lage temperatuur.
De hypothetisch maximale hoeveelheid CO2 in de atmosfeer kan bepaald worden aan de hand van schattingen van de totale hoeveelheid vastgelegde koolstof in de vaste Aarde. Dit geeft een partiële druk van rond de 1 bar, waarbij het gas ongeveer 25% van de atmosfeer uitmaakt. Door onderzoek van paleosols, banded iron formations en zelfs fossiele afdrukken van regendruppels is bekend dat er waarschijnlijk veel minder CO2 in de atmosfeer voorkwam.
In een CO2-rijke atmosfeer wordt als verweringsproduct van ijzerrijk moedergesteente het mineraal sideriet (ijzercarbonaat) gevormd. In 2,2 miljard jaar oude paleosols komt dit mineraal echter niet voor. In plaats daarvan bevatten ze greenaliet, een ijzersilicaat dat instabiel is bij een aandeel CO2 van meer dan 3%. Dat is ruim 100 maal zoveel als tegenwoordig, maar onvoldoende om alleenstaand het effect van de zwakkere Zon op te heffen en de bewijzen voor een warm klimaat te verklaren.
Behalve CO2 moeten daarom ook andere broeikasgassen een rol gespeeld hebben. De beste kandidaat is methaan (CH4). De aanwezigheid van zuurstof zorgt tegenwoordig voor de afbraak van methaan in de atmosfeer, maar in het Archeïcum was het gas waarschijnlijk stabieler. Een hoge concentratie methaan kan ook een laag uit koolwaterstoffen bestaande aerosols in de dampkring creëren, die net als een ozonlaag schadelijke straling tegenhoudt. Uit isotopenonderzoek blijkt dat de concentratie methaan gedurende het Archeïcum aan periodische schommelingen onderhevig was. Dit werd waarschijnlijk veroorzaakt door de opkomst van methanogene (methaan-producerende) micro-organismen. Wanneer de hoeveelheid methaan een kritische waarde overschreed, ontstond een organische mist van aerosols. Deze mist blokkeerde zonlicht, waardoor de Aarde afkoelde en de biologische activiteit afnam. Er volgde dan een periode met lagere productie van methaan, waardoor de organische mist weer verdween.

### Effect van verwering en platentektoniek
Ook zonder fotosynthese of andere biologische processen wordt op Aarde CO2 uit de atmosfeer onttrokken: door verwering en begraving van sediment. CO2 lost op in regenwater en maakt het zuur. Zure regen versneld de verwering van gesteente, waarbij CO2 wordt omgezet in carbonaten. Deze anorganische afbraak van CO2 verloopt relatief snel: het gas zou op de huidige Aarde binnen een miljoen jaar uit de atmosfeer zijn verdwenen als er geen nieuw werd toegevoegd.
Op Aarde is vulkanisme bij subductiezones een bron van CO2. Bij subductiezones beweegt aardkorst de mantel in, met de bijbehorende laag sediment en al. In de mantel wordt het verhit tot honderden graden. Onder die temperatuur reageren de carbonaten naar CO2. Vulkanen blazen het gas weer de atmosfeer in. Op een planeet met kleinere platen en meer subductiezones, zoals in het Archeïcum, verloopt dit recyclingsproces sneller en blijft de koolstof minder lang in sediment opgeslagen.
Deze kringloop van CO2 heeft een stabiliserend effect op de temperatuur op Aarde. Als de temperatuur te laag is, bevriest water en verdwijnt de zure regen. In dat geval vindt minder verwering plaats en blijft meer CO2 in de atmosfeer. Dit versterkt het broeikaseffect zodat de temperatuur stijgt. Bij een hoge temperatuur komt er juist meer waterdamp in de atmosfeer, zodat het klimaat natter wordt en de verwering toeneemt. Dit zorgt voor een afname van de hoeveelheid CO2 en verkoeling van het klimaat.
De negatieve terugkoppeling in de kringloop kan de Aarde tijdens het Archeïcum warm gehouden hebben. De terugkoppeling kan geen te grote afwijkingen opvangen. Het is aannemelijk dat de condities op de buurplaneten Venus en Mars oorspronkelijk vergelijkbaar waren. Venus is dichter bij de Zon. De temperatuur was zo hoog dat te veel water verdampte. De waterdamp werd door fotolyse in de hogere atmosfeer afgebroken en verdween onherroepelijk. Zonder water kon geen verwering plaatsvinden en geen CO2 uit de atmosfeer verdwijnen. Het gevolg was een CO2-rijke atmosfeer en een op hol geslagen broeikaseffect. Op Mars kwam in het begin wel vloeibaar water voor, maar deze planeet is te klein voor platentektoniek. Zonder platentektoniek werd het door verwering uit de atmosfeer onttrokken CO2 niet door vulkanisme gerecycled. Het gevolg is dat Mars tegenwoordig een ijle atmosfeer heeft en een te zwak broeikaseffect om vloeibaar water mogelijk te maken.
Een versnelling van de verwering kan oorzaak zijn van een afkoeling van het klimaat op Aarde. De verschijning van bodemvormende organismes rond 3,0 miljard jaar geleden versnelde de verwering, waardoor de hoeveelheid CO2 in de atmosfeer daalde en het klimaat kan zijn afgekoeld.

## Ontstaan van leven
Ondanks een verbeten zoektocht naar buitenaards leven is alleen op Aarde leven bekend. Dit maakt het waarschijnlijk (hoewel niet helemaal zeker) dat het leven op Aarde ontstaan is. Duidelijk bewijs voor de aanwezigheid van leven gaat terug tot ongeveer 3,5 miljard jaar; controversiëlere sporen gaan terug tot bijna 3,9 miljard jaar. Wegens de schaarste van fossielen in het hele Precambrium is het bewijs voor de vroege ontwikkeling van leven erg vaag. Aan de andere kant waren de omstandigheden op de vroege Aarde tot ongeveer 4,2 tot 4,0 miljard jaar geleden waarschijnlijk ongeschikt voor leven. Inslagen tijdens het LHB waren nog krachtig genoeg om het bovenste deel van de oceanen te verdampen - het is onwaarschijnlijk dat primitieve microben dit hadden kunnen overleven. Dit plaatst de oorsprong van het leven aan het begin van het Archeïcum of misschien in het laatste Hadeïcum.
Het leven bleef in het Archeïcum waarschijnlijk beperkt tot eenvoudige, eencellige prokaryoten. De huidige bacteriën zijn voorbeelden van prokaryoten. Cyanobacteriën ("blauwalgen"), die met fotosynthese glucose, en van daaruit grotere biopolymeren, konden aanmaken uit koolstofdioxide en water, vormden kolonies van zogenaamde algenmatten, waarvan de fossiele vondsten bekendstaan als stromatolieten. Deze vroege levensvormen stonden aan de basis van de ontwikkeling van het latere, meercellige leven.

### Wat is leven?
Hoe het leven ontstond is niet met zekerheid vast te stellen. Een belangrijke vraag daarbij is wat men met leven bedoelt. Er bestaat namelijk geen wetenschappelijke definitie voor leven die helemaal tevreden stemt. Zelfs de eenvoudigste levende cellen zijn zeer ingewikkelde structuren. Ze bestaan uit een groot aantal onderdelen, die allemaal samenwerken om de cel te onderhouden en handhaven (homeostase). Levende cellen zijn open systemen: ze zijn van hun omgeving gescheiden door een celmembraan, zodat binnenin ingewikkelde scheikundige reacties en processen plaats kunnen vinden. Een cel kan materie en energie met zijn omgeving uitwisselen. Cellen hebben een stofwisseling: ze gebruiken energie uit hun omgeving voor hun groei en reproductie. Naast een ingewikkelde ("georganiseerde") structuur plant leven zich voort, waarbij het opgeslagen informatie doorgeeft. Omdat dit niet helemaal perfect gebeurt, vertoont al het leven bovendien een geleidelijke evolutie. Misschien bestaat er wel geen duidelijke grens tussen leven en levenloze materie, want veel levenloze processen in de natuur vertonen ook een of meerdere van deze kenmerken. Virussen zijn bijvoorbeeld levenloze stoffen, maar ze kunnen zich wel voortplanten.
Leven bestaat uit verbindingen van koolstof, een element dat relatief veel voorkomt, zeer licht is, en het grootst mogelijke aantal bindingen met zichzelf en andere elementen kan maken. Koolstofatomen vormen de lange ketens en ringen die essentieel zijn voor levende structuren en biologische processen. Deze organische moleculen zijn de bouwstenen van het leven. Andere belangrijke elementen in organische moleculen zijn waterstof, stikstof, zwavel en fosfor. Waterstof is van belang omdat het waterstofbruggen vormt, die veel biologische processen en structuren in DNA en enzymen mogelijk maken.
Al het leven op Aarde is gebaseerd op dezelfde kleine groep organische verbindingen en processen. Vier soorten organische moleculen zijn essentieel: eiwitten, nucleïnezuren, koolhydraten ("suikers") en lipiden. Eiwitten zijn opgebouwd uit aminozuren - normaal gesproken bestaat een eiwit uit tussen de 50 en 1000 van deze stoffen. Uit het gigantische aantal mogelijke combinaties van eiwitten gebruikt het leven er maar ongeveer 100.000, en van het enorme scala aan mogelijke aminozuren slechts ongeveer 20. Eiwitten zorgen in de cel voor structuur, het transport van stoffen en de katalyse van biologische reacties. De nucleïnezuren DNA en RNA zorgen voor de opslag en replicatie van informatie. DNA speelt daarbij de rol van blauwdruk. De informatie in het DNA wordt bij transcriptie overgebracht naar een RNA-molecuul, dat op haar beurt bij translatie bepaalt welk eiwit geproduceerd wordt. RNA speelt daarnaast een belangrijke rol bij de replicatie van DNA en productie van ander RNA.

### Het model voor een biochemische oorsprong
De wetenschappelijk meest waarschijnlijke verklaring voor de oorsprong van het leven is een biochemisch stappenplan, dat  in de jaren 1920 - onafhankelijk van elkaar - door de Rus Oparin en de Engelsman Haldane werd voorgesteld. Volgens dit model ontwikkelde het leven zich geleidelijk. Eenvoudige stoffen zouden zich stapsgewijs samen hebben gevoegd tot steeds ingewikkeldere structuren. Op de jonge Aarde waren de scheikundige bouwstenen voor leven aanwezig. Eerst reageerden gassen in de vroege atmosfeer (zoals H2, NH3 en CH4) tot eenvoudige organische verbindingen, die op hun beurt tot ingewikkeldere verbindingen reageerden. Als deze ingewikkeldere verbindingen van hun omgeving werden afgezonderd, zouden ze bepaalde eigenschappen van leven hebben kunnen aannemen, zoals het vermogen voedingsstoffen op te nemen, te groeien, zich te delen en repliceren, enzovoorts.
Het experiment van Miller en Urey toonde in 1953 aan dat de eerste stappen van het model goed mogelijk waren. Miller en Urey bootsten met een reducief mengsel van gassen de vroege atmosfeer na, en lieten zien dat als door elektrische vonken energie wordt toegevoegd, spontaan een mengsel van organische verbindingen ontstaat. Het experiment liet zien dat de eerste stappen van het biochemische model mogelijk waren, maar het leverde ook twee problemen op. Ten eerste is de veronderstelling dat de vroege atmosfeer sterk reducief was waarschijnlijk incorrect. Verdere experimenten lieten zien dat in een minder sterk reducief gasmengsel veel minder organische verbindingen vormen. De aanwezigheid van zuurstof (bijvoorbeeld in CO2 en H2O) beperkt de hoeveelheid en levensduur van aminozuren. Het is daarom voorstelbaar dat de bouwstenen van het leven in een andere omgeving ontstonden. Een buitenaardse oorsprong is mogelijk: organische verbindingen zijn aangetroffen op kometen, in schijven van gas en stof rond jonge sterren, en in meteorieten. Een ander idee is dat ze diep in de zee vormden, in de energierijke omgeving van hydrothermale bronnen.
Een tweede probleem is dat veel biochemische moleculen chiraal zijn: ze hebben twee vormen die elkaars spiegelbeeld zijn. In experimenten als die van Miller worden beide vormen in ongeveer gelijke hoeveelheden geproduceerd. Maar in het leven komt vaak slechts een vorm voor. Eiwitten zijn bijvoorbeeld vrijwel alleen uit linksdraaiende aminozuren opgebouwd, en de "ruggengraat" van DNA bestaat uitsluitend uit rechtsdraaiende desoxyribose.

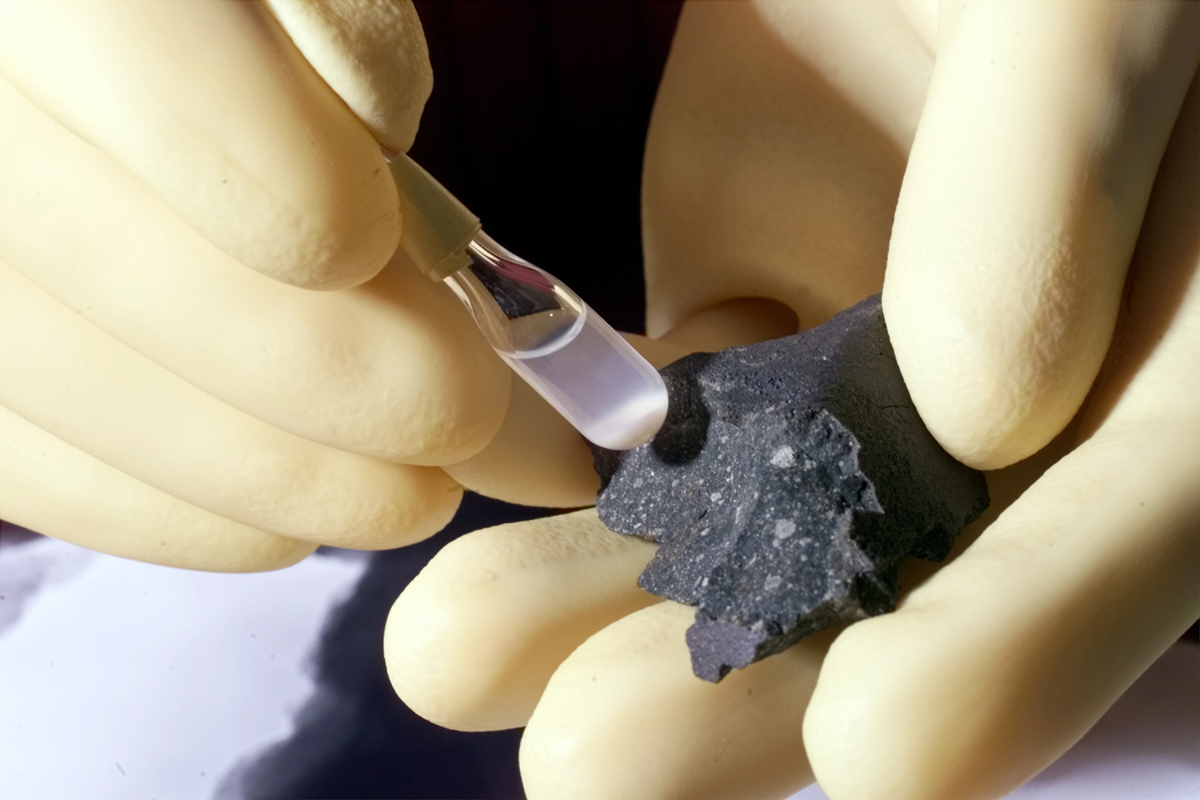
Een fragment van de Murchisonmeteoriet en een reageerbuis die enkele korrels ervan bevat, ter analyse. De Murchisonmeteoriet is een koolstof-chondriet waarin aminozuren en andere eenvoudige organische verbindingen zijn aangetroffen. De ontdekking van zulke verbindingen in meteorieten suggereert dat sommige scheikundige bouwstenen van het leven van buitenaardse herkomst kunnen zijn geweest.

In verdere experimenten lukte het grotere organische verbindingen te vormen, zoals de productie van polypeptides uit enkelvoudige aminozuren. Met behulp van elektrische schokken die blikseminslagen nabootsten lukte het ook nucleobases (voor DNA) en polysacchariden (grotere koolhydraten) te maken. Fosfaten voor DNA komen in de natuur voor, met name in vulkanische omgevingen. De productie van ATP, het molecuul dat door levende cellen gebruikt wordt als energiebron, geeft ook weinig moeilijkheden. Het is dus voorstelbaar dat alle grotere organische bouwstenen van leven op de vroege Aarde aanwezig waren. Hoe ze ingewikkelde biochemische structuren zoals eiwitten of nucleïnezuren konden vormen is onduidelijk. Er zijn grofweg twee soorten hypotheses, die elkaar niet uitsluiten. Eén school van denken ("metabolisme eerst") gaat ervan uit dat eerst scheikundige cycli opereerden die voorlopers van echte stofwisseling waren. De andere school ("genetica eerst") meent dat eerst een voorloper van DNA ontstond - een molecuul dat zichzelf kon reproduceren.

### Voorlopers van biochemische reacties
Volgens de "metabolisme eerst"-hypothese zou de voorloper van stofwisseling een serie reacties tussen organische moleculen zijn geweest, waarbij een steeds ingewikkelder mengsel en scheikundige cycli ontstonden. De reacties werden aangedreven door een energiebron, bijvoorbeeld UV-straling van de Zon, blikseminslagen, of hydrothermale bronnen. Ze werden versneld in omgevingen waar de concentratie van stoffen hoger was en katalysatoren aanwezig waren. De concentratie kan zijn verhoogd door het ritmisch onttrekken van water, zoals in de natuur bijvoorbeeld gebeurt in getijdenpoelen.
Een levende cel is thermodynamisch gezien een systeem dat zich ver van evenwicht bevindt. Om terug in evenwicht te komen voegt een cel entropie toe aan de omgeving, terwijl binnenin de cel de complexiteit toeneemt. Om de cel ver van evenwicht te houden zijn twee dingen nodig: een scheiding van de cel van de omgeving en de continue toevoer van organische stoffen en energie. In een systeem waarin de toevoer van stoffen en energie aanhield, kunnen steeds ingewikkeldere moleculen worden geproduceerd. 
Katalysatoren zijn van groot belang bij ingewikkelde scheikundige reacties en cycli, omdat ze deze stimuleren en versnellen. De effectiefste katalysatoren zijn een product van de reactie die ze zelf katalyseren: autokatalyse. Autokatalyse (door enzymen) speelt een belangrijke rol in het huidige leven. Zelf-katalyserende reacties leiden tot toenemende complexiteit en concentratie van geproduceerde stoffen. Het is voorstelbaar dat in een systeem van organische stoffen en reacties met een toenemende complexiteit uiteindelijk ook simpele eiwitten kunnen vormen.
Een goede kandidaat voor een eenvoudig proces voor energiewinning of -opslag is de citroenzuurcyclus, die in al het huidige leven voorkomt. Dit proces levert in aeroob meercellig leven energie door de verbranding van een organisch molecuul. Daarbij komt CO2 vrij. In veel microben verloopt de cyclus echter omgekeerd: CO2 en waterstof worden gebruikt om een organisch molecuul te produceren. De omgekeerde citroenzuurcyclus is mogelijk een overblijfsel uit een ver verleden, dat alleen in zulke primitieve organismen bewaard is gebleven. De cyclus, of een vergelijkbaar proces, kan ook het mechanisme zijn geweest waarmee vòòr het ontstaan van de eerste cellen steeds complexere moleculen vormden.

### Protocellen

Schematische dwarsdoorsnede door een liposoom, een microscopisch kleine bel bestaande uit lipiden. Dit soort belletjes zijn voorgesteld als voorlopers van echte celmembranen tijdens het ontstaan van de eerste simpele organismen.

Een natuurlijke afscheiding tussen het mengsel van organische stoffen en de omgeving was een belangrijke stap. Het membraan van tegenwoordig levende cellen bestaat uit lipiden. Lipiden zijn moleculen met een hydrofiele kop (aangetrokken tot water) en een hydrofobe staart (afgestoten door water). Deze moleculen kunnen zich rangschikken in lagen en bellen. Als een organisch mengsel schudt, ontstaan liposomen, belletjes met een oppervlak bestaande uit lipiden, vergelijkbaar met schuimbelletjes in zeep- of zeewater. Het belletje vormt een van de omgeving afgezonderde ruimte, waarin andere organische stoffen kunnen worden ingesloten en geconcentreerd. Zulke belletjes kunnen de voorlopers van celmembranen zijn geweest.
Op de vroege Aarde kan een organisch mengsel in belletjes of druppeltjes zijn ingesloten. Belletjes en druppeltjes (schuim) vormen in de natuur spontaan in water- en energierijke omgevingen zoals de branding van de zee of bij de inslag van regendruppels. De Amerikaanse biochemicus Sidney W. Fox slaagde er in de jaren 1950 en 1960 in dit proces in experimenten kunstmatig na te bootsen. De "protocellen" die zich daarbij vormden leken in staat zich te voeden en repliceren, maar konden zich niet lang handhaven.
Een hypothese die hierop inhaakt is het idee van een kleiwereld. Kleimineralen kunnen effectieve katalysatoren zijn bij veel biochemische reacties en kunnen bovendien helpen organische stoffen op een plek te concentreren, Bovendien blijkt uit experimenten dat kleimineralen de vorming van liposomen sterk stimuleren. De gelaagde structuur van kleimineralen kan zelfs als vroege informatie-drager hebben gediend. Het is daarom mogelijk dat belangrijke stappen gezet werden in een kleirijke omgeving, zoals op de zeebodem of langs een kustlijn.
Men kan zich voorstellen dat langs een modderige kust door de beweging van de zee het schuim van lipiden over een kleiig oppervlak bewoog, waardoor organische stoffen in liposomen ingesloten raakten. Dit kan ook gebeurd zijn bij hete bronnen of in het turbulente diepzeewater bij hydrothermale bronnen, waar organische stoffen in gasbelletjes kunnen zijn ingesloten.
De belletjes hadden verschillende inhoud. Sommige van de belletjes ontwikkelden de mogelijkheid zichzelf te delen en vermenigvuldigen, min of meer zoals in de experimenten van Fox gebeurde. Als gevolg werkte een natuurlijk selectieproces op de "proto-cellen", dat de evolutie van steeds "betere" vormen stimuleerde. Deze "chemische evolutie" was vergelijkbaar met de manier waarop het leven tegenwoordig evolueert. Proto-cellen met een "effectiever" chemisch mengsel, wellicht inclusief simpele eiwitten en nucleïnezuren, konden zichzelf beter handhaven. Ze hadden een grotere kans te overleven, zodat hun aantal steeg.

### RNA-wereld
De hypothese van een RNA-wereld stelt dat voordat erfelijke informatie in DNA werd opgeslagen, RNA deze functie vervulde. Het idee volgde uit de ontdekking door Thomas Cech en Sidney Altman dat bepaald RNA (ribozym) als enzym functioneert. Onder de processen die het kan aansturen is ook de productie van nieuw RNA. Hoewel in het moderne leven ribozymen slechts een zwak katalyserende rol hebben, is het mogelijk de moleculen met een kleine verandering veel effectiever te maken.
Volgens deze benadering kwam de genetica eerst, in de vorm van RNA of een eenvoudiger nucleïnezuur dat de mogelijkheid had informatie door te geven. Dit molecuul zou zijn gevormd uit enkele nucleobasen, ribosesuiker en fosfaat. Het zou hebben kunnen fungeren als een zelf-reproducerende voorloper van leven. In theorie zou rybozym-RNA, of een sterk erop lijkend molecuul, zich zonder of met weinig eiwitten hebben kunnen handhaven. Geleidelijk aan werd dit proto-leven beter in het aansturen van primitieve stofwisselingsreacties (voor energie, groei en reproductie) en de aanleg van een beschermend membraan - het laatste was dan bijvoorbeeld uit lipiden opgebouwd. Effectievere protocellen hadden een hogere kans op reproductie en gingen snel domineren. 
In het moderne leven zorgt DNA voor de productie en regulatie van RNA, maar dit kan een latere innovatie zijn. De stap waarbij DNA ontstond uit een omgekeerde transcriptie van RNA is relatief eenvoudig voorstelbaar. De RNA-wereld is de meest plausibele verklaring voor het ontstaan van het leven,, maar de hypothese levert ook problemen op. Het is met name onduidelijk hoe de eerste RNA-moleculen ontstonden. De vorming van nucleobasen is mogelijk, maar hoe (uitsluitend linksdraaiend) ribose en fosfaten zich op de juiste plek hieraan bevestigden is een raadsel. Mogelijk speelden kleimineralen een rol bij de productie van ribose. Een andere mogelijkheid is dat RNA een voorloper had waarin de "ruggengraat" van het molecuul niet uit suiker en fosfaat maar uit polypeptiden bestond, waar de nucleobasen aan bevestigd zaten.
De hypotheses over door autokatalysatie aangedreven voorlopers van biochemische cycli, liposomen, en een RNA-wereld bevatten alle drie onverklaarde probleempunten. Mogelijk leidde een combinatie van deze processen echter tot het ontstaan van leven. Welke stap daarbij eerst kwam - de ontwikkeling van RNA, een beschermend membraan, of enzymen, blijft onbekend.

## Leven in het Archeïcum

De universele fylogenetische stamboom van het leven laat zien hoe groepen aan elkaar verwant zijn op basis van overeenkomsten in onder andere RNA en eiwitten. Hoewel de boom geen absolute ouderdommen geeft, zijn groepen met langere "takken" waarschijnlijk later verschenen. De dichter bij de basis liggende groepen zijn waarschijnlijk "primitiever": ze hebben meer eigenschappen gemeen met de laatste universele voorouder.

### Fylogenetisch bewijs
Alle bekende levensvormen hebben een kleine groep scheikundige structuren en processen gemeen. Daaronder valt de synthese en het gebruik van alleen linksdraaiende isomeren van aminozuren in eiwitten, Vanwege zulke erg specifieke overeenkomsten vermoedt men dat al het leven dezelfde gemeenschappelijke voorouder heeft, LUCA (Last Universal Common Ancestor).
Door fylogenie op basis van overeenkomsten in ribosomaal RNA stelde Carl Woese in de jaren 1970 een stamboom van het leven op. Dankzij verder onderzoek is deze sindsdien in verdere details uitgewerkt. Hoewel de boom op zichzelf geen absolute ouderdom voor gemeenschappelijke voorouders geeft, komt er wel een volgorde van evolutionaire gebeurtenissen uit naar voren.
Volgens de stamboom kan het leven primair in drie "domeinen" worden verdeeld. De prokaryoten vormen de domeinen van Bacteria (bacteriën) en Archaea. De eukaryoten (waaronder al het meercellige leven) vormen gezamenlijk een derde domein (Eucarya). De Archaea blijken nauwer verwant aan de eukaryoten dan aan bacteriën.
Groepen met langere takken zijn waarschijnlijk recenter dan groepen die dichter bij de stam van de boom liggen. De laatsten zijn waarschijnlijk eerder in de geschiedenis van het leven afgesplitst. De Cyanobacteria (blauwalgen) bijvoorbeeld zouden volgens het fylogenetische bewijs rond 2,7 miljard jaar geleden zijn verschenen. Uit dit principe kan men de eigenschappen van de laatste gemeenschappelijke voorouder proberen te deduceren. 
Een probleem bij de universele stamboom van al het leven is dat dichter bij de basis groepen microben staan die deels door horizontale genoverdracht genetisch materiaal uitwisselen. Aan de basis kan de stam van de boom daarom wellicht beter worden voorgesteld als een vlechtend patroon, waarin lijnen behalve splitsen ook kunnen samenkomen. Als gevolg daarvan is het lastiger de verwantschappen in de oudste delen van de boom te achterhalen.
Hoewel al het bekende leven waarschijnlijk dezelfde voorouder heeft, betekent dit niet dat er maar een maal leven ontstond. Het ontstaan van leven hoeft geen onwaarschijnlijk of zeldzaam proces te zijn. Onder de huidige omstandigheden zijn veel stappen in het biochemische model onmogelijk. De zuurstofrijke atmosfeer zou organische verbindingen onmiddellijk oxideren wat de vorming van grotere biochemische moleculen onmogelijk maakt. Verder, als spontaan eenvoudige eiwitten of nucleïnezuren vormen uit eenvoudigere verbindingen, zouden deze een makkelijke bron van voedsel voor microben vormen en snel worden opgegeten. Maar dat betekent niet dat de stappen onder de omstandigheden van het Archeïcum ook zeldzaam waren. Mogelijk vonden ze bovendien ook plaats op andere plekken dan de Aarde. De omstandigheden op de buurplaneten Mars en Venus leken in het begin bijvoorbeeld sterker op die op Aarde. De mogelijkheid dat daar ook eenvoudig leven ontstond (en later verdween) kan daarom niet worden uitgesloten. 

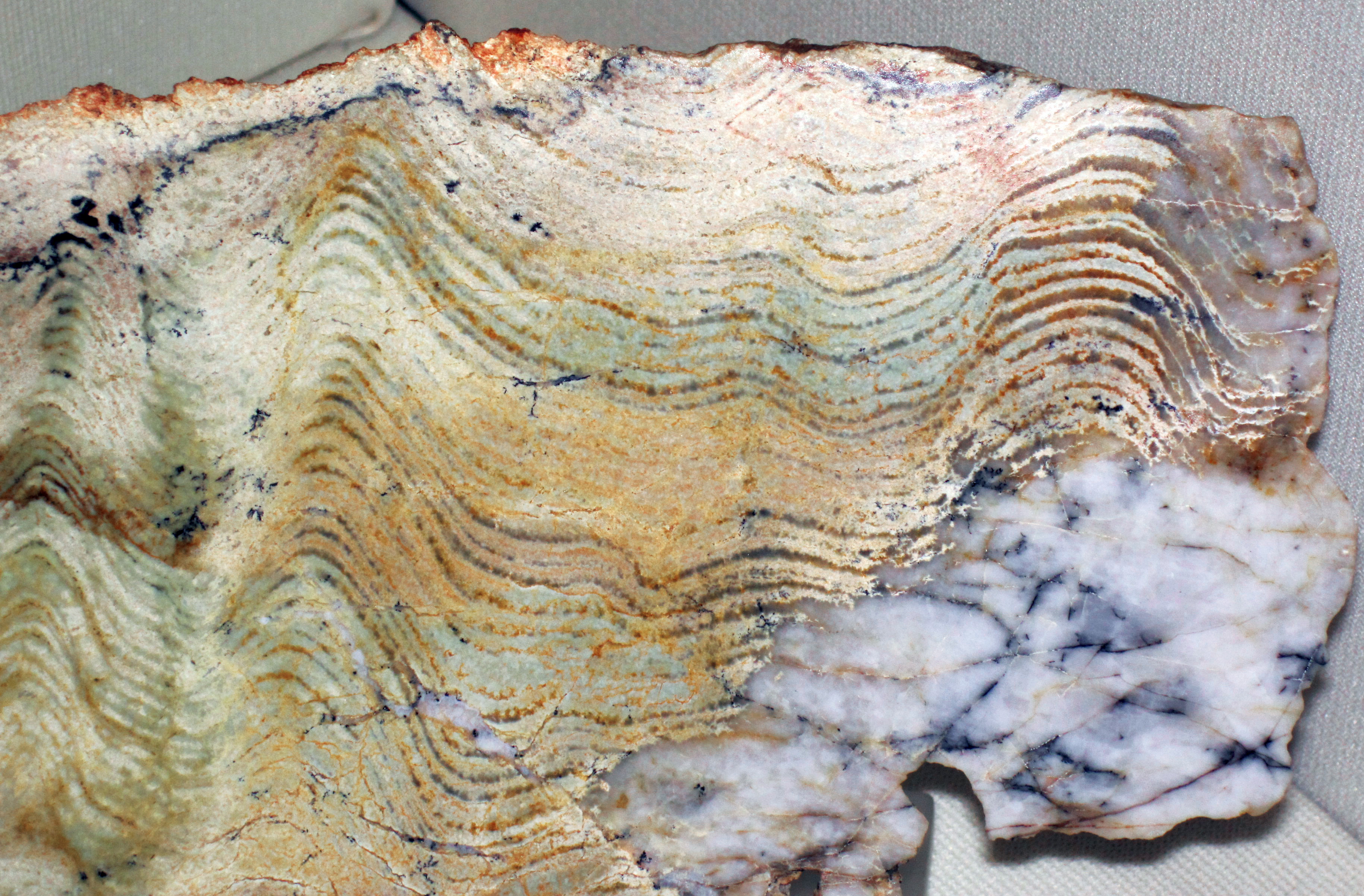
Een doorsnede door een stromatoliet uit de Strelley Pool Formation (tussen 3,35 en 3,46 miljard jaar oud) in het Pilbarakraton. De gelaagde structuur werd veroorzaakt door een gemeenschap van microben.

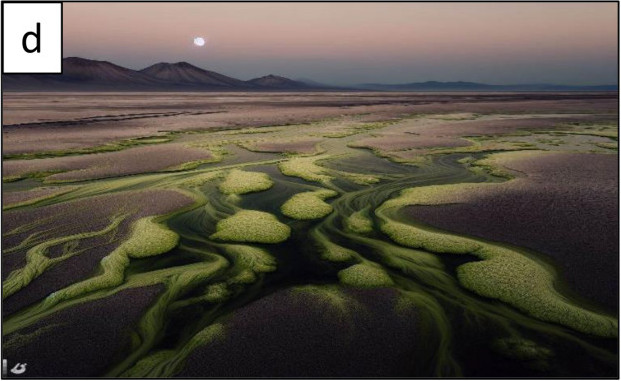
Computergegenereerde voorstelling van landschap in het vroege Archeïcum (rond 3,5 miljard jaar geleden) gebaseerd op afzettingen uit de Barbertongroensteengordel. In de ondiepe zee langs vulkanische eilanden groeiden gemeenschappen van microben. Deze zijn zichtbaar als groene matten waarin wellicht ook organismen leefden die in staat waren tot een vroege vorm van fotosynthese.

### Fossiele sporen van leven
De oudste algemeen geaccepteerde sporen van leven zijn 3,5 tot 3,0 miljard jaar oude fossielen uit het Australische Pibarakraton en de Barbertongordel in Zuid-Afrika. In de 3,46 miljard jaar oude Drummer en Apex Formations uit de Pilbara zijn structuren van organische materie gevonden die waarschijnlijk microfossielen van eencellige prokaryoten zijn. Ze lijken sterk op moderne bacteriën met een dradige of staafachtige vorm. De ongeveer even oude Hooggenoeg Formation in Zuid-Afrika bevat vergelijkbare fossielen. Omdat het om afzettingen in de buurt van hydrothermale bronnen (black smokers) gaat, waren het mogelijk thermofiele bacteriën of Archaea, waaronder cyanobacteriën die energie verkregen met fotosynthese. Er zijn claims van oudere microfossielen, zoals in hoornsteen van minstens 3,7 miljard jaar uit de Nuvvuagittuqgroensteengordel in Québec, maar deze zijn sterk omstreden.
De oudste met het blote oog zichtbare sporenfossielen zijn stromatolieten, gefossiliseerde kolonies van microben. Het zijn paddestoel- of zuilvormige structuren van tientallen centimeters groot. Ook tegenwoordig worden nog stromatolieten gevormd in ondiep warm zeewater. De vorming en opbouw ervan is goed bekend. Verschillende types bacteriën leven samen in een slijmachtige biofilm, de fotosynthetiserende types hoger en dichter bij het zonlicht en de fermenterende bacteriën verder naar beneden. Het slijm vangt sedimentdeeltjes in, zodat de bacteriën na verloop van tijd naar boven toe migreren, naar het zonlicht. Als gevolg worden laagjes sediment over elkaar afgezet en groeit de stromatoliet naar boven toe langzaam aan. Tot 3,5 miljard jaar oude fossiele stromatolieten zijn in zowel de Pilbara als het Kaapvaalkraton gevonden.
Chemische fossielen zijn sporen van leven in de vorm van bepaalde stoffen of isotopen die typisch zijn voor bepaalde vormen van biologische activiteit. Indirect bewijs voor fotosynthese is bijvoorbeeld gevonden in sedimentair gesteente met een ouderdom tussen de 3,7 en bijna 3,9 miljard jaar in de Isuagroensteengordel op Groenland. De koolstofisotopen in donkere schalie en turbidieten zijn zo licht dat ze vermoedelijk door fotosynthese zijn gefractioneerd.  Het leven kan ongeveer 3,9 miljard jaar geleden zijn ontstaan.DNA-onderzoek vanuit de moleculaire biologie komt uit op een vergelijkbare ouderdom van de laatste gemeenschappelijke voorouder van alle bekende levensvormen.
Naast isotopen kunnen ook bepaalde moleculen bewijs voor aanwezigheid van leven zijn. Zulke biomarkers in 2,7 tot 2,6 miljard jaar oude schalie uit het Pilbarakraton zijn bijvoorbeeld gebruikt om aan te tonen dat toen al fotosynthese voorkwam. In dezelfde gesteentelagen komen steranen voor, een indicatie voor de aanwezigheid van eukaryoten.

### Locatie van het eerste leven
Omdat de atmosfeer in het Archeïcum nauwelijks zuurstof bevatte, was er geen ozonlaag. Het landoppervlak baadde daarom in voor het leven schadelijke, ultraviolette straling. Grote landmassa's waren er in het Archeïcum niet. Het leven zal daarom in zee of langs de kust van vulkanische eilanden zijn ontstaan. Als kleimineralen noodzakelijk worden geacht, moet op de plek geen sprake van snelstromend water zijn geweest. Een omgeving waar water afwisselend opdroogde en weer werd toegevoegd, zoals een getijdenpoel, kan hebben geholpen organische stoffen te concentreren en van hun omgeving af te zonderen.
Omdat sommige primitieve Archaea tolerant zijn voor extreem hoge temperaturen (tot 122°C, thermofielen), leefde het eerste leven mogelijk in een zeer hete omgeving. Dit is een argument voor de hypothese dat het leven bij hydrothermale (of hete) bronnen ontstond. Voor hydrothermale bronnen pleit dat ze een omgeving bieden die zeer rijk is aan minerale voedingsstoffen. Maar de aanpassing aan heet water kan ook voortkomen uit het verhitten van de oceanen door regelmatige inslagen. Tegenstanders van de hypothese argumenteren verder dat nucleobasen boven ongeveer 25 graden geleidelijk instabieler worden, terwijl voorstanders erop wijzen dat ook in extreem heet water bij hydrothermale bronnen aminozuren zijn aangetroffen.
Voorstanders van kust of zoetwater menen dat de eerste stappen niet in zeewater konden plaatsvinden, omdat in zeewater opgeloste zouten ingewikkelde organische verbindingen zouden beschadigen. Een plek met een toevoer van zoetwater zoals een lagune of meer lijkt hen logischer. In die visie zouden protocellen pas nadat ze beschermende membranen verwierven over de zee hebben verspreid.
De afwezigheid van een ozonlaag is mogelijk de oorzaak dat veel Archeïsche levensvormen in kolonies leefden: de binnenste delen van de kolonie waren beter beschermd tegen de schadelijke straling.

### Diversificatie van stofwisseling
Protocellen ontwikkelden zich in een waterige omgeving tot de eerste eenvoudige cellen. Water zorgde voor de aanvoer van voedingsstoffen in de vorm van aminozuren, ATP, koolhydraten en andere organische verbindingen. De protocellen waren heterotroof: om te groeien en zich te vermenigvuldigen gebruikten ze de energie die vrijkwam bij fermentatie van deze stoffen. Op een bepaald moment was hun aantal echter zo groot geworden dat er een tekort aan voedingsstoffen ontstond. Dit creeerde een selectiedruk om steeds minder voor de hand liggende stoffen te "leren" afbreken. Groepen specialiseerden zich in verschillende voedingsbronnen en vormen van fermentatie. Sommige groepen leerden door gebruik van rodopsine energie uit zonlicht te winnen - de eerste fototrofe organismen.
Een andere vroege ontwikkeling was autotrofie, de mogelijkheid zelf de stoffen te bouwen die als energiebron dienen. Veel moderne groepen Bacteria en Archaea hebben een anaerobe stofwisseling gebaseerd op stikstoffixatie, methanogenese of zwavelreductie. Mogelijk gold dit ook voor veel vroege levensvormen.
Een belangrijke stap was de ontwikkeling van fotosynthese. Eerst ging het om de anoxygene vorm, waarbij geen zuurstof vrijkomt. IJzerisotopen uit de Isuagroensteengordel geven bewijs dat anoxygene fotosynthese al rond 3,8 miljard jaar geleden begonnen was. De zuurstofproducerende variant van het proces volgde later. De eerste zuurstofproducerende organismen waren blauwalgen (Cyanobacteria). Hun aanwezigheid kan worden verondersteld aan de hand van koolstofisotopen. Bewijs van die aard gaat terug tot ongeveer 3.45 miljard jaar.

### De eerste eukaryoten
Aan het begin van het Proterozoïcum vond de zuurstofrevolutie plaats: een grote toename van het zuurstofgehalte in de atmosfeer. Deze revolutie valt ongeveer samen met de ouderdom van de oudst bekende fossielen van eukaryoten. De zuurstofrevolutie wordt daarom vaak aangewezen als mogelijke oorzaak van deze belangrijke stap in de evolutie. Zowel fossielen als fylogenetisch onderzoek wijzen er echter op dat de eerste eukaryoten al voor de zuurstofrevolutie ontstonden, in het laatste deel van het Archeïcum.